# Mayet (Ai Cập cổ đại)

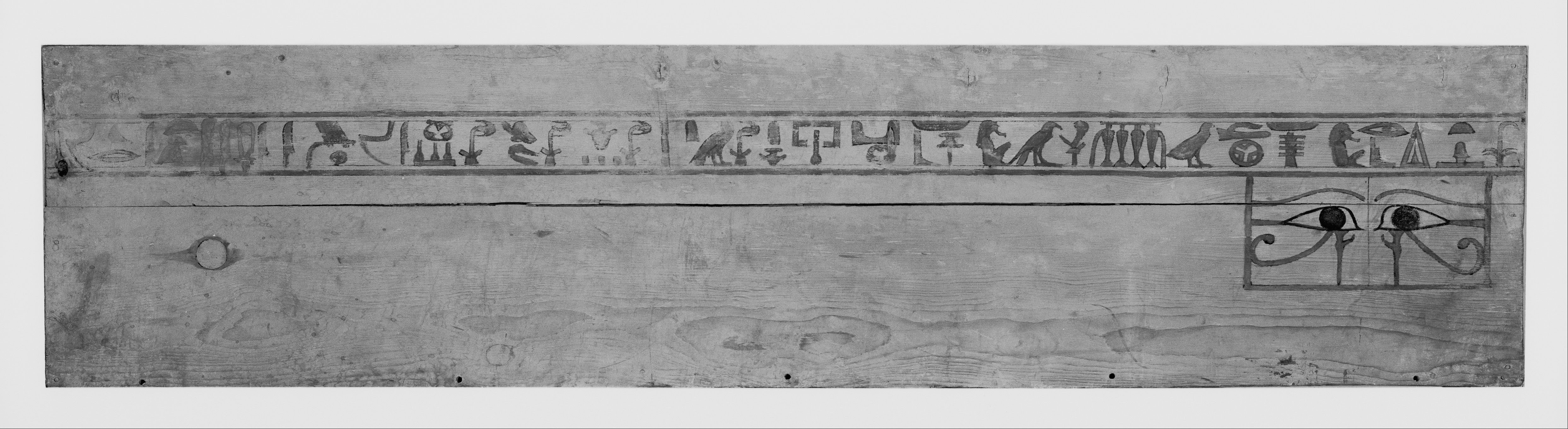
Cỗ quan tài gỗ của Mayet

Mayet (còn đọc là Miiut hoặc Miit, nghĩa là "con mèo"), là tên của đứa bé gái được chôn trong khu phức hợp đền thờ của pharaon Mentuhotep II tại Deir el-Bahari. Vị trí của Mayet trong gia đình Mentuhotep vẫn còn gây tranh cãi.

## Chôn cất
Mộ của Mayet được phát hiện vào năm 1921 bởi một đoàn khảo cổ người Mỹ, dẫn đầu bởi Herbert Eustis Winlock. Sáu phòng mộ nằm sau một kiến trúc cột ở trung tâm đền thờ, 5 trong số này thuộc về các bà thứ phi người Nubia của Mentuhotep II: Ashayet, Kawit, Kemsit, Sadeh và Henhenet. Tuy nhiên, những vật tùy táng theo Mayet không mang bất kỳ một danh hiệu nào như 5 bà kia, vì thế khó mà xác định được mối liên quan giữa Mayet và nhà vua. Khám nghiệm thi hài của Mayet cho thấy, bà mất khi chỉ khoảng 5 tuổi. Nhiều suy đoán cho rằng, Mayet là con gái của Mentuhotep II.
Mayet được chôn trong 2 lớp quan tài. Lớp quan tài ngoài cùng là một cỗ quách bằng đá vôi, có khắc vài dòng chữ sơ sài, lớn đáng kể so với thi hài của Mayet. Điều này cho thấy, chiếc quách này cơ bản không phải của Mayet, có lẽ cái chết của Mayet là đột ngột và không có sự chuẩn bị nào. Cỗ quan tài gỗ bên trong bằng gỗ, cũng chạm khắc chữ sơ sài và không phải của Mayet do tên chủ nhân có dấu hiệu bị sửa. Mayet được bọc trong vải lanh và đeo một mặt nạ của người chết; trên cổ có 5 dây chuyền, vài trong số chúng bằng vàng và bạc.